# Europawahl in den Niederlanden 1979
- PvdA: 9
- D66: 2
- VVD: 4
- CDA: 10

Die Europawahl 1979 in den Niederlanden fand am 7. Juni 1979 statt. Die Niederländer wählten 25 der 410 Mitglieder des Europaparlaments.
Stärkste Partei wurden die christdemokratische CDA vor der sozialdemokratischen PvdA. Daneben konnten die beiden liberalen Parteien VVD und D66 Mandate erreichen.

## Ergebnis
| Listen            | Listen                                        | Stimmen   | %    | Mandate |
| ----------------- | --------------------------------------------- | --------- | ---- | ------- |
|                   | Christen-Democratisch Appèl (CDA)             | 2.017.743 | 35,6 | 10      |
|                   | Partij van de Arbeid (PvdA)                   | 1.722.240 | 30,4 | 9       |
|                   | Volkspartij voor Vrijheid en Democratie (VVD) | 914.787   | 16,1 | 4       |
|                   | Democraten 66 (D66)                           | 511.967   | 9,0  | 2       |
|                   | Staatkundig Gereformeerde Partij (SGP)        | 126.412   | 2,2  | –       |
|                   | Communistische Partij van Nederland (CPN)     | 97.343    | 1,7  | –       |
|                   | Pacifistisch Socialistische Partij (PSP)      | 97.243    | 1,7  | –       |
|                   | Politieke Partij Radikalen (PPR)              | 92.055    | 1,6  | –       |
|                   | Gereformeerd Politiek Verbond (GPV)           | 62.610    | 1,1  | –       |
|                   | Lijst-Leschot (LL)                            | 24.903    | 0,4  | –       |
| Gesamt            | Gesamt                                        | 5.667.303 | 100  | 25      |
|                   |                                               |           |      |         |
| Ungültige Stimmen | Ungültige Stimmen                             | 33.300    | 0,6  |         |
| Wähler            | Wähler                                        | 5.700.603 | 58,1 |         |
| Wahlberechtigte   | Wahlberechtigte                               | 9.808.176 |      |         |
|                   |                                               |           |      |         |
| Quelle: Kiesraad  |                                               |           |      |         |

## Fraktionen im Europäischen Parlament
| Partei                         | Partei                                  | Mandate | Fraktion |
| ------------------------------ | --------------------------------------- | ------- | -------- |
|                                | Christen-Democratisch Appèl             | 10 / 25 | EVP      |
|                                | Partij van de Arbeid                    | 9 / 25  | SOZ      |
|                                | Volkspartij voor Vrijheid en Democratie | 4 / 25  | LD       |
|                                | Democraten 66                           | 2 / 25  | NI       |
|                                |                                         |         |          |
| Quelle: Europäisches Parlament |                                         |         |          |